# Trituradora

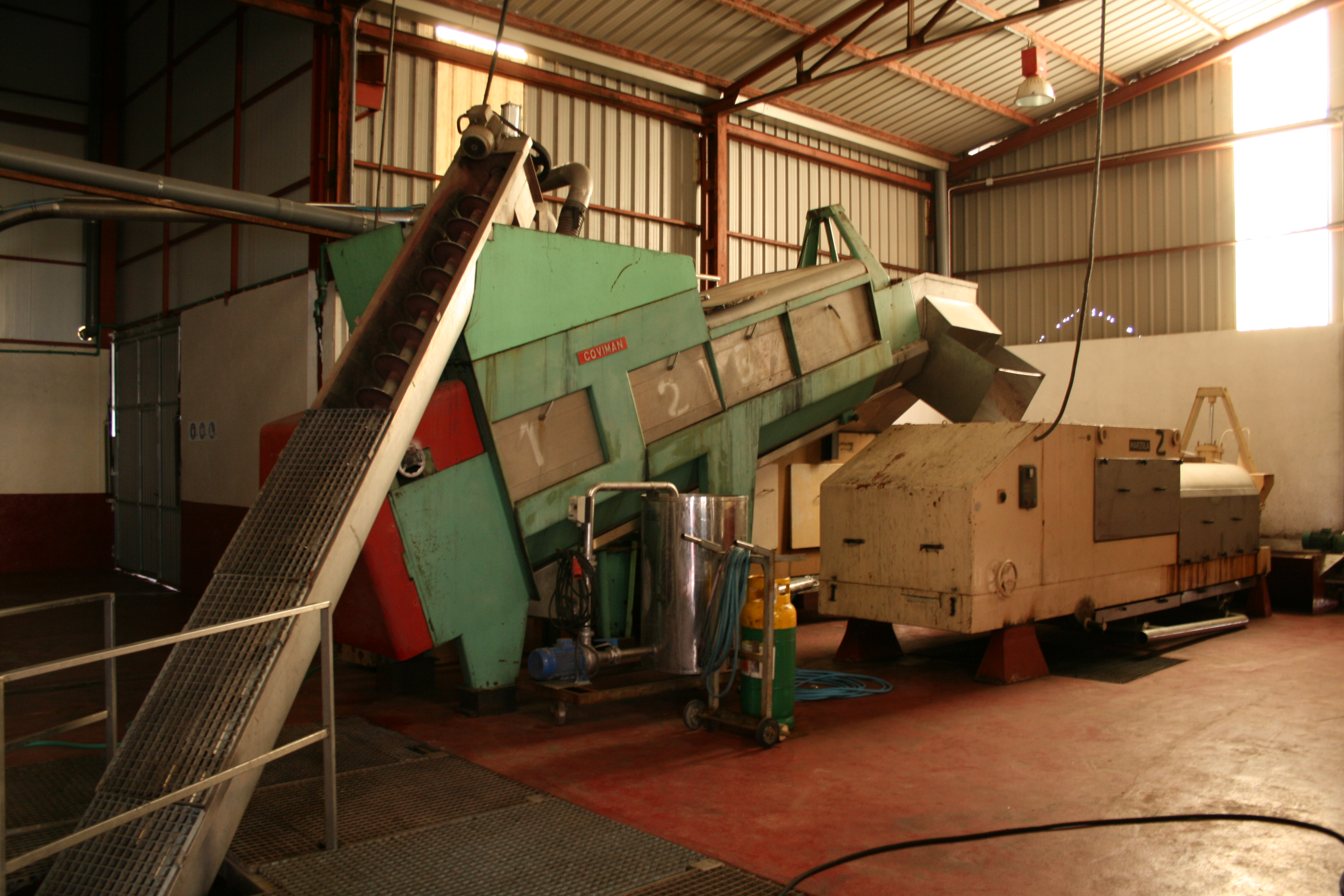
Trituradora desbrozadora (trituradora mecanizada) utilizada en la producción de vino.

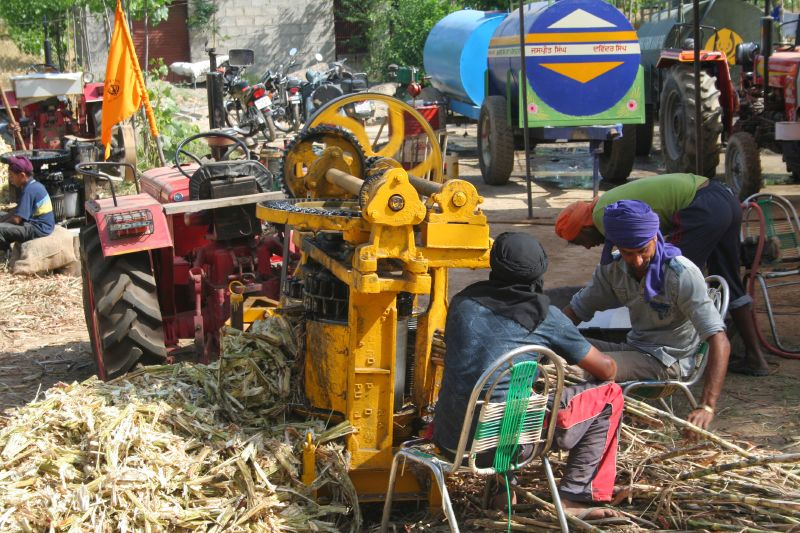
Trituradora (maquinaria agrícola) de caña de azúcar (Trapiche).

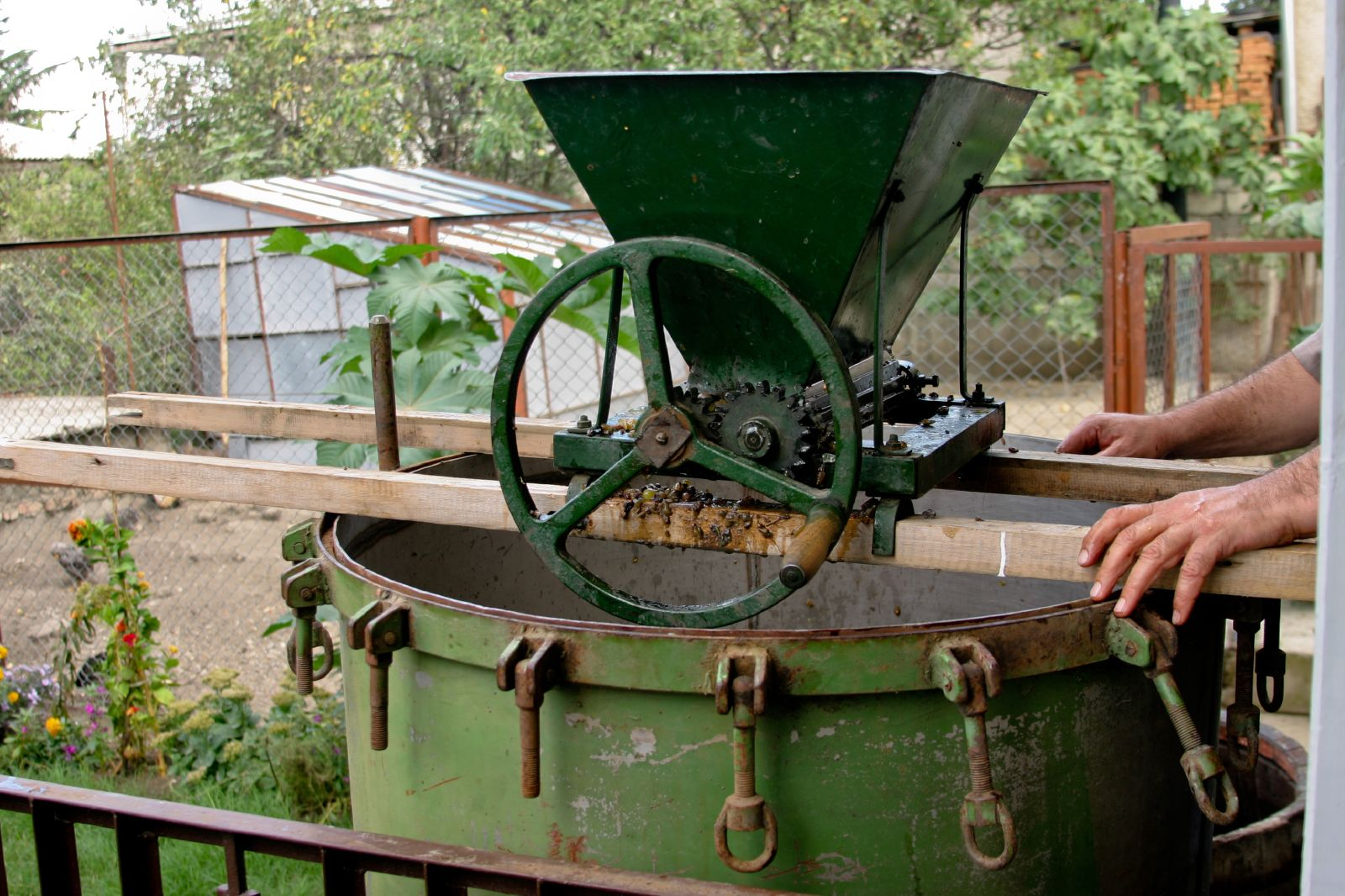
Trituradora de uva.

Una trituradora, machacadora o chancadora, es una máquina que procesa un material de forma que produce dicho material con trozos de un tamaño menor al tamaño original. Chancadora es un dispositivo diseñado para disminuir el tamaño de los objetos mediante el uso de la fuerza, para romper y reducir el objeto en una serie de piezas de volumen más pequeñas o compactas.
Si se trata de una máquina agrícola, tritura, machaca y prensa las hierbas, plantas y ramas que se recogen en el campo. También se puede emplear para extraer alguna sustancia de los frutos o productos agrícolas, rompiendo y prensándolos.
Si se trata de una máquina empleada para la minería, la construcción o para el proceso industrial, puede procesar rocas u otras materias sólidas.

## Procedimiento
En el procedimiento de chancar las piedras en más pequeñas, la primera chancada es generalmente la principal. La acción de cualquier tipo de chancadora hace uso de la fuerza, como medio de llevar a cabo la tarea de aplastar a los objetos. En esencia, implica la transferencia de fuerza de aplastamiento, que se incrementa con la ventaja mecánica, y por lo tanto con la distribución de la fuerza a lo largo del cuerpo del objeto. Esto por lo general, consiste en colocar el objeto entre dos superficies sólidas; una de las superficies actúa como una plataforma y proporciona un lugar para colocar el objeto; la segunda superficie normalmente se encuentra por encima del objeto y la plataforma, y baja lentamente para ejercer la fuerza sobre el objeto. Como la fuerza destruye el objeto, la superficie superior continúa descendiendo hasta que se ha producido un grado óptimo de reducción de tamaño.

## Tipos de trituradoras

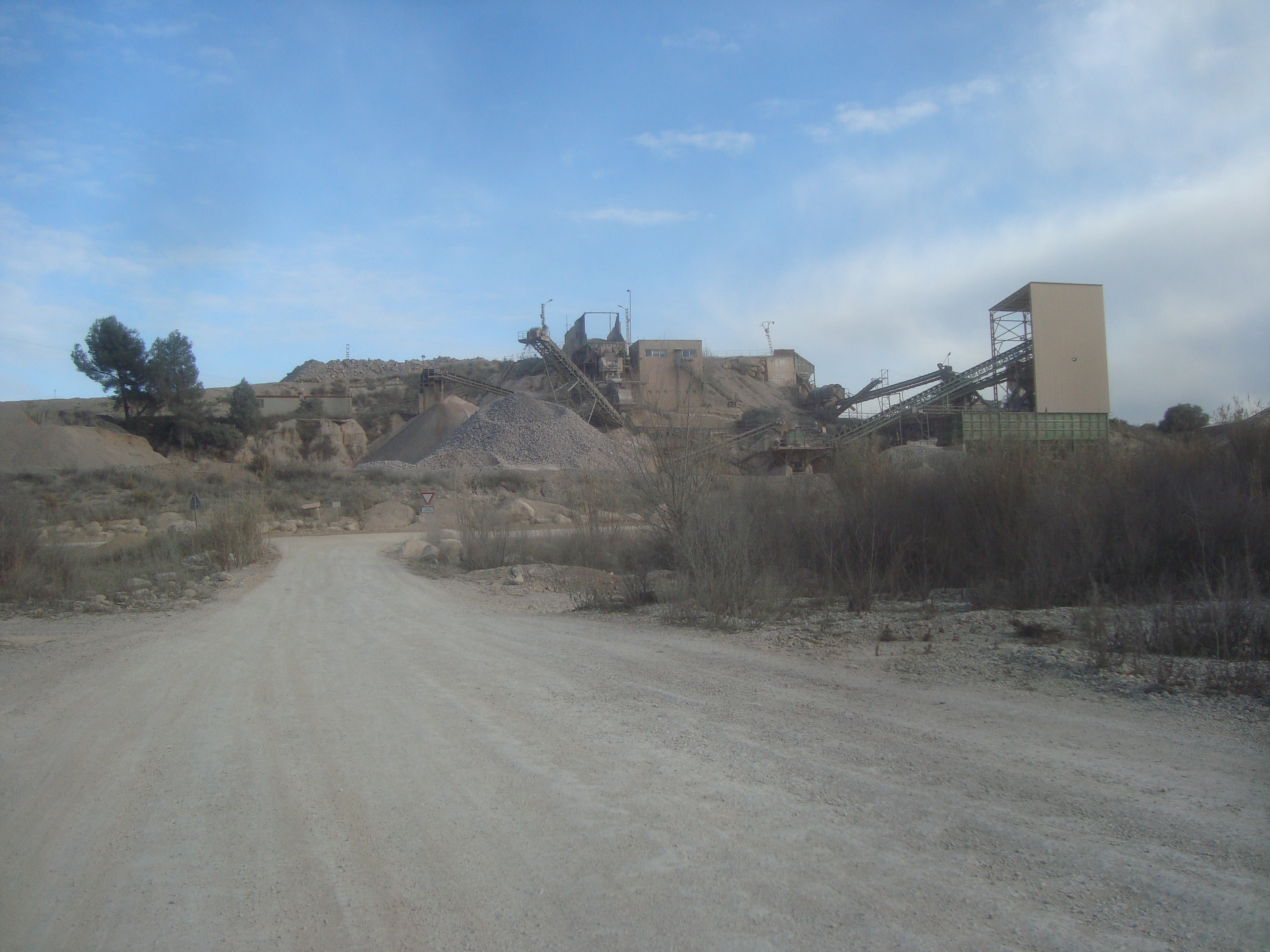
Molino triturador de piedras para conseguir diversos tipos de grava para la construcción.

Las chancadoras se emplean especialmente en la construcción o minería, para romper rocas y reducirlas a un tamaño más pequeño.
Algunas de las trituradoras estacionarias son:
- Trituradora de mandíbula o chancadora general.
- Trituradora de cono.
  - Trituradora de cono resorte.
  - Trituradora  de cono hidráulica.
- Trituradora de impacto o chancadora de tipo europeo.
  - Trituradora de impacto hidráulica.
  - Trituradora de impacto de eje vertical.
  - Trituradora de impacto de eje vertical con cámara profunda.
  - Trituradora o chancadora primaria de impacto.
- Trituradora desbrozadora.

La chancadora de cono hidráulica, es la nueva chancadora de cono que tiene el nivel avanzado, su uso no sólo mejora la capacidad de producción y la eficiencia de trituración, sino también amplia el campo de aplicación, de la piedra caliza a basalto, de la producción de piedra a una variedad de minerales de trituración.
La chancadora general, es uno de los equipos más utilizados en la producción industrial y mineral, se aplica principalmente en la trituración gruesa y media de las materias de resistencia a compresión no mayor a 320Mpa, caracteriza por alta relación de reducción, alta producción, mantenimiento fácil, costo de operación económico, etc.
La chancadora de tipo europeo, es la nueva generación del producto de alta calidad, con la última tecnología internacional actual. Al estar mejorada con un mecanismo de ajuste, la operación es más rápida y práctica.

## Trituradora de mandíbula
La trituradora de mandíbula se destina principalmente al uso de la maquinaria de trituración de primer nivel o primaria (trituración gruesa y media), clasificada en el modelo de oscilación sencilla, modelo de oscilación compleja y el modelo de oscilación mixta.
La trituradora se clasifica generalmente en el tipo de oscilación compleja y la sencilla, destinándose principalmente a la trituración gruesa y media. En los últimos años, ha aparecido la trituradora de oscilación mixta, destinada a la trituración fina; así como la trituradora fuerte de ferrocromo a microcarbono, que tiene alta intensidad de trituración y alta dureza.

### Tipos
Hay tres tipos de trituradoras de mandíbulas de acuerdo con el lugar que ha sido fijada la placa móvil:
1. Tipo Blake, fijada en el punto más alto, por ejemplo en el área de recepción o alimentación;
2. Tipo Dodge, fijada en el punto más bajo, por ejemplo en el área de descarga;
3. Tipo Universal u oscilante, fijada en el punto medio del cuerpo de la trituración.

### Usos
La trituradora de mandíbula es uno de los equipos de trituración más utilizados en la producción industrial y mineral, se aplica principalmente en la trituración gruesa y media de las materias de resistencia a compresión no mayor a 320Mpa, caracterizada por alta relación de reducción, alta producción, granulosidad homogénea, estructura sencilla, funcionamiento fiable, mantenimiento fácil, coste de operación económico, etc.
La trituradora de esta serie se aplica principalmente en metalurgia, minas, química, cemento, construcción, material refractario y cerámica, etc.; para su trituración gruesa y media de los minerales y rocas duros.
La trituradora de esta serie es más conveniente para triturar los minerales blandos y duros de la resistencia a compresión no mayor a 300Mpa, el tamaño máximo de las materias a triturar no puede exceder lo especificado en la tabla de parámetros técnicos.
La trituradora de mandíbula es un equipo de trituración de alto rendimiento y ahorro enérgico desarrollado con toda dedicación integrando las experiencias exitosas de los productos del mismo tipo en el interior y exterior.

### Materias a triturar
Esta máquina se conviene a la trituración gruesa, media y fina de las diferentes materias de dureza Mohs menos a nivel 7; en la trituración fina se debe elegir la trituradora de mandíbula de trituración fina.
Se destina en mayor parte a la trituración de granulosidad media de los diferentes minerales, y materias de gran tamaño de la resistencia a la compresión no mayor a 320 Mpa, y se divide en la trituración gruesa y la fina. Los productos de esta serie llevan las especificaciones completas.
La trituradora de mandíbula se conviene para a mineral de hierro sulfúrico, mineral fosfático, baritina, celestina, carburo cálcico, coque, caliza, etc.

### Alcance de aplicación
La trituradora de mandíbula se aplica ampliamente en los departamentos industriales tales como minas, metalurgia, material constructivo, carretera, ferrocarril, obras hidráulicas y químicas, carbón, electricidad y tráfico, etc.

### Características funcionales
La trituradora de mandíbula es un equipo de trituración que aparece tempranamente, y se caracteriza por:
- Estructura sencilla, firme, funcionamiento fiable y seguro;
- Poco coste de operación, producción y construcción;
- Mantenimiento, reparación y uso fácil, función estable, y gran relación de reducción;
- Tiene profunda cavidad de trituración sin zona muerta, elevando la capacidad de alimentación y la producción;
- Alta relación de reducción, y granulosidad homogénea de productos;
- El dispositivo regulador de modo arandela en la salida de materias es fiable, accesible, y de gran alcance de ajuste, aumentando la flexibilidad del equipo;
- El sistema de lubricación es fiable y seguro, las piezas se cambian con facilidad, y es de poco mantenimiento;
- Ahorra energía: una máquina unitaria ahorra 15-30 % de energía, ahorrando mayor a una vez;
- La salida de material dispone gran alcance, pudiendo satisfacer los diferentes requisitos de clientes;
- Es de poco ruido y poco polvo.

### Características estructurales
Está compuesta principalmente de armazón, eje excéntrico, polea grande, volante, mandíbula móvil, placa de protección lateral, placa codo, asiento trasero de paca codo, husillo regulador de holgura, resorte restaurador, mandíbula fija y la móvil, etc.; entre cuales la placa codo también sirve de seguros.
Se adopta el acero al manganeso de alta tenacidad, fundido y configurado de una vez, disponiendo de ventajas tales como resistencia a fricción y a presión, y larga vida de servicio, etc. Se aplica principalmente a la trituración de las piedras grandes, medias y pequeñas y los objetos correspondientes.

Esquema del principio de funcionamiento de la trituradora de mandíbula.

### Principio de funcionamiento
En el funcionamiento, el motor eléctrico hace rotar a las poleas que conducen el eje excéntrico, haciendo que la mandíbula móvil se acerque y aleje periódicamente a la mandíbula fija, realizando las múltiples trituraciones como estrusión, frotación y enrodillamiento, etc, para que el material se rompa y disminuya su tamaño, cayendo gradualmente hasta que se evacuen por la salida.
Ámbito de funcionamiento: En el proceso de triturar las piedras grandes en pequeñas, la primera trituradora es generalmente la principal. Cuando se alimenta la trituradora de mandíbula, el material se deposita desde el tope hasta la cavidad de trituración, mientras los dientes de la mandíbula empujan con gran fuerza el material hacia la pared para así triturar las piedras.
Lo que soporta el movimiento de los dientes de mandíbula es un eje excéntrico que pasa por el armazón del cuerpo. El movimiento excéntrico se produce generalmente por los volantes fijados en los dos extremos del eje. Los volantes y los rodamientos de soporte excéntrico adoptan con frecuencia rodamientos de rodadura esférica. El ámbito de funcionamiento de los rodamientos es muy riguroso, ya que el rodamiento debe aguantar cargas de gran impacto, líquidos corrosivos y alta temperatura. Aunque este ambiente es muy riguroso, la trituradora de mandíbula igualmente debe funcionar con mucha fiabilidad, ya que es un eslabón clave para garantizar el rendimiento de producción.

### Capacidad de producción
La capacidad de producción de la trituradora depende de las características de las materias a triturar (intensidad, dureza, y composición de granulosidad alimentada, etc.), las funciones de la trituradora y las condiciones de operación (casos de alimentación y dimensión de la salida de materias), etc.

## Trituradora de impacto
Los productos finales son de forma de cubo, sin tensión y grietas. Puede romper diversos materiales gruesos, medianos y pequeños (granito, caliza, hormigón, etc.) con tamaños de hasta 500 mm y resistencia a la compresión de hasta 350Mpa.

### Usos
Son ampliamente utilizadas la trituración mediana y fina en las industrias de mineral, ferrocarril, carretera, energía, cemento, química, construcción, etc. Tales como piedra caliza, clinker, escoria, coque, carbón, etc. El tamaño de partícula se puede ajustar de descarga, con diversas especificaciones de trituración.
La trituradora de impacto se utiliza generalmente para la trituración gruesa, mediana y fina, de los materiales frágiles de hasta mediana dureza; tales como piedra caliza, carbón, carburo de calcio, cuarzo, dolomita, mineral de sulfuro de hierro, yeso y materias primas químicas.

### Características funcionales
- La boca entrada de alimentación es grande y la cámara de trituración es profunda. Puede machacar los materiales duros y grandes, con menor cantidad de polvo.
- Es fácil regular el intersticio entre la placa de impacto y el martillo, para controlar la granularidad y la forma de los productos eficientemente.
- La máquina es de estructura organizada y confiable. El rotor tiene gran inercia.
- Los martillos son de acero al cromo, que tienen gran resistencia al desgaste y al impacto. Coeficiente excelente de forma del material triturado.
- El rotor tiene gran fuerza de impacto.
- Funcionalidad completa, eficiencia alta, desgaste bajo y beneficio alto.
- La conexión del conjunto de expansión y la estructura, son simples, de fácil mantenimiento y económico.[7]

### Principio de funcionamiento
La trituradora de impacto se compone principalmente de chasis, rotor, la transmisión del rotor y las placas de impacto. Las trituradoras de impacto son mecánicas, por machacar los materiales usando la energía de impacto.
En primer lugar, los materiales entran en la cámara de trituración desde la boca de alimentación. El rotor se rueda a alta velocidad cuando trabaja la máquina. Los materiales serán despedazados por el impacto con el martillo del rotor, y serán tirados a la placa de impacto. Así repite el proceso y los materiales serán machacados repetidamente. Los productos finales serán descargados hasta que corresponden la granularidad necesitada. Para cambiar la granularidad y la forma de los productos finales, se puede ajustar el intersticio entre la placa de impacto y el rotor. pero se realiza el proceso